# Mayr-Melnhof Holz Holding

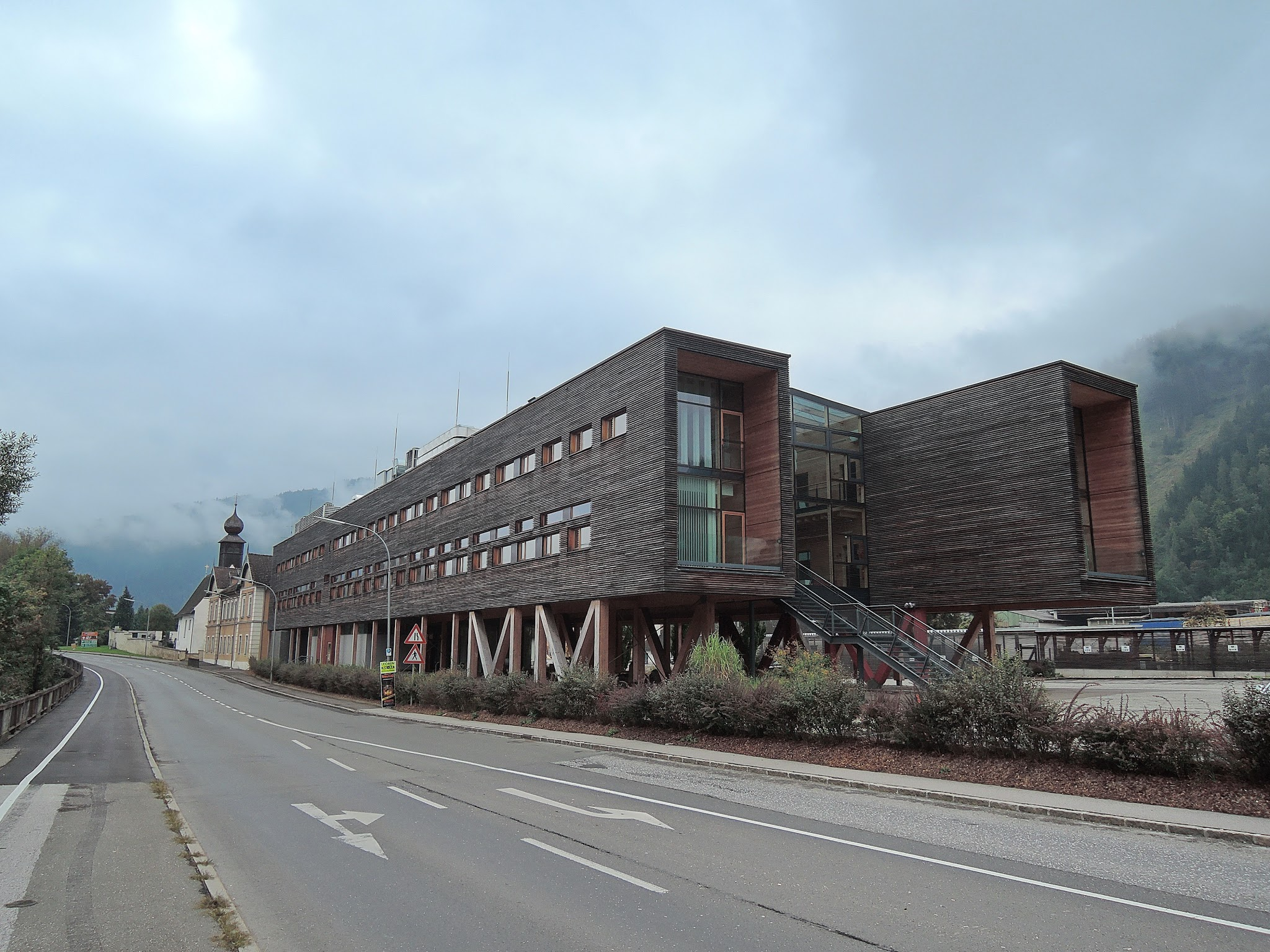
2008 erbauter Hauptsitz in Leoben

Die Mayr-Melnhof Holz Holding AG ist ein österreichisches Sägewerk-Unternehmen mit Sitz in Leoben. Das Unternehmen produziert und vertreibt Holzbauprodukte sowie Holzbrennstoffe.
Der Konzern befindet sich im Besitz der F. Mayr-Melnhof-Saurau Industrie Holding GmbH. Diese wiederum befindet sich zu 74,9 % im Besitz von Franz Mayr-Melnhof-Saurau (Franz VI.)(* 1977), einem Mitglied der Familie Mayr-Melnhof.

## Geschichte

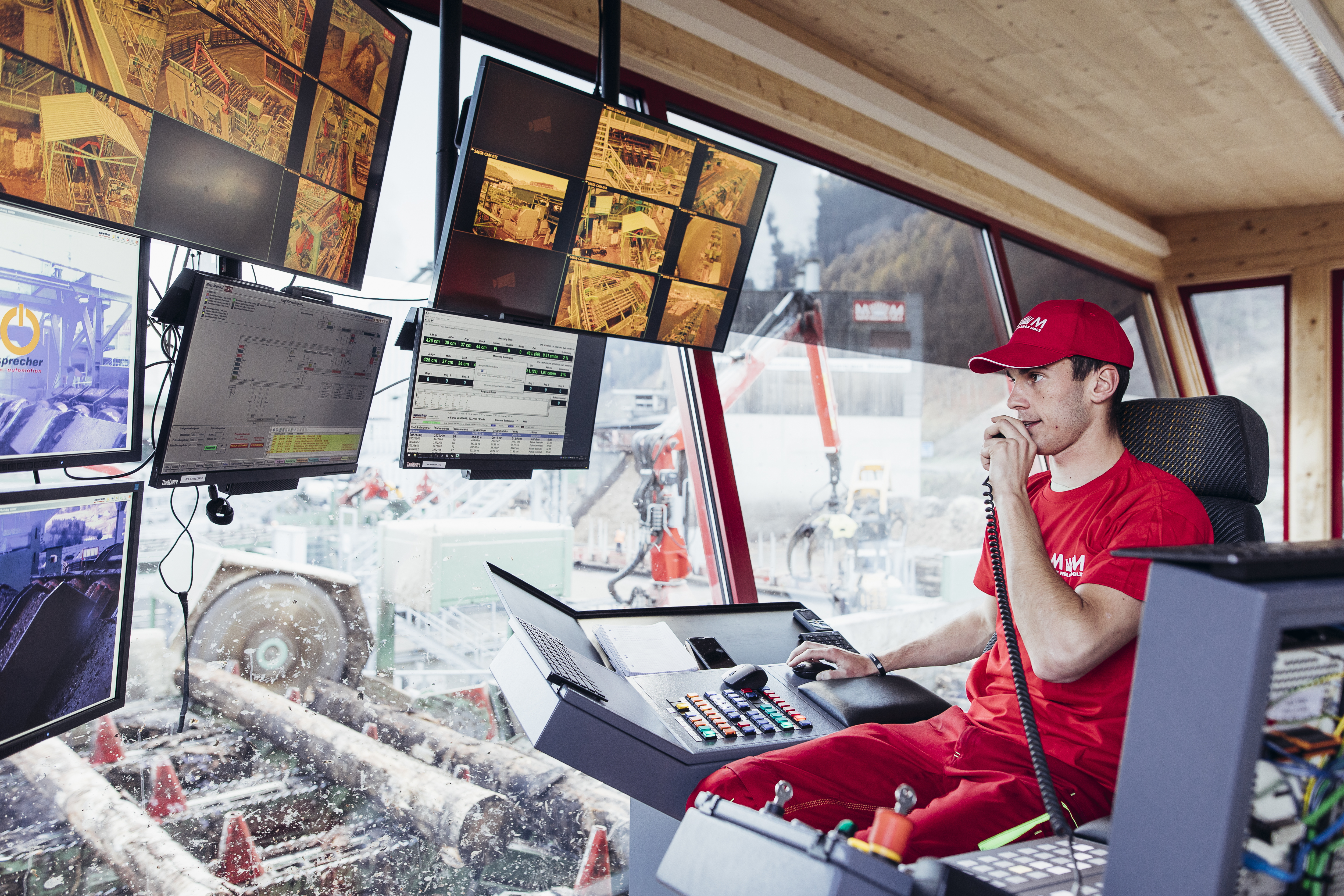
Rundholzsortierung am Standort in Leoben

Die Mayr-Melnhof Holz Gruppe wurde 1850 als Sägewerk in Leoben gegründet. 1991 wurde das Holzhandelshaus Allinger-Mattner erworben, heute Teil von Mayr-Melnhof Holz Leoben. 2001 kaufte das Unternehmen das Brettschichtholzwerk Systemholz AG, heute Teil von Mayr-Melnhof Holz Gaishorn.
2004 gründet die Mayr-Melnhof Gruppe in Paskov mit der Mayr-Melnhof Holz Paskov das bis dahin größte Sägewerk Tschechiens, 2007 wurde die Pelletsanlage in Paskov in Betrieb genommen.
2008 wurde die Stallinger/Kaufmann Gruppe (heute Mayr-Melnhof Holz Reuthe) gekauft. Das erste Brettschichtholz wurde dort bereits 1958 erzeugt, 1964 kamen Betonschalungsträger und 3-Schicht-Platten hinzu. Ebenfalls im Jahr 2008 wurde am Standort Gaishorn eine neue Produktionshalle zur Herstellung von Brettsperrholz bis maximal 3,5 m × 16,5 m gebaut. Im September 2009 folgte mit Mayr-Melnhof Holz Efimovskij eines der größten und modernsten Sägewerke Russlands mit eigener Forstgesellschaft. Die Pelletsanlage in Efimovskij wurde 2017 in Betrieb genommen. Im Dezember 2022 wurde das Sägewerk aufgrund der geopolitischen Lage verkauft.
2018 wurde die deutsche Hüttemann-Gruppe akquiriert und die beiden Unternehmen als Mayr-Melnhof Hüttemann Wismar (heute Mayr-Melnhof Holz Wismar) und Mayr-Melnhof Hüttemann Olsberg (heute Mayr-Melnhof Holz Olsberg)
weitergeführt.
2022 beteiligte sich der Konzern mit 93 % an der schwedischen Sägewerksgruppe Bergkvist Siljan, womit drei weitere Sägewerke hinzukamen. Am Standort in Leoben stellte man im selben Jahr die Hallen für ein Brettsperrholzwerk fertig. Der Industriehallenkomplex ist weltweit der erste dieser Größe, welcher eine PEFC-Projektzertifizierung erhielt.

## Unternehmen
Das Unternehmen gliedert sich in die Divisionen Schnittholz und Weiterverarbeitung. Die fünf Sägewerksstandorte befinden sich in Leoben (AT), Paskov (CZ), Mora (SW), Blyberg (SW) und Insjön (SW). Die Holzweiterverarbeitung erfolgt an vier Standorten in Gaishorn (AT), Reuthe (AT), Wismar (DE) und Olsberg (DE). Das Holzbau-Produktionsprogramm von Mayr-Melnhof Holz umfasst Brettschichtholz und Sonderbauteile, Brettschichtholzdecken und Brettschichtholzdielen, Holzmassivbauelemente, Brettsperrholz, Holz-Beton-Verbundelemente und Betonschalungstechnik. Zudem werden Holzpellets an verschiedenen Standorten hergestellt. Das Unternehmen gehört zu den Marktführern in den Segmenten Brettschichtholz und Brettsperrholz.

### Standorte
- Mayr-Melnhof Holz Leoben (AT): Großsägewerk und Hauptsitz der Mayr-Melnhof Holz Gruppe. Verarbeitet jährlich über 1,0 Mio. Festmeter Nadelholz.
- Mayr-Melnhof Holz Paskov (CZ): Das größte Sägewerk Tschechiens verarbeitet jährlich 1,1 Mio. Festmeter Nadelholz.
- Mayr-Melnhof Holz Gaishorn (AT): Weiterverarbeitungsbetrieb für Brettschichtholz und Brettsperrholz unter dem Markennamen MM crosslam
- Mayr-Melnhof Holz Reuthe (AT): Weiterverarbeitungsbetrieb mit Schwerpunkt Brettschichtholz, Schalungsträger sowie -platten unter den Markennamen K1 yellowplan oder HT 20plus.
- Mayr-Melnhof Holz Wismar (DE): Weiterverarbeitungsbetrieb mit Schwerpunkt auf standardisierte Brettschichtholzbauteile.
- Mayr-Melnhof Holz Olsberg (DE): Weiterverarbeitungsbetrieb mit Schwerpunkt Brettschichtholz (hauptsächlich Sonderbauteile).

- Bergkvist Siljan Insjön (SE): Verarbeitung von Fichtenholz
- Bergkvist Siljan Blyberg (SE): Verarbeitung von Fichten- als auch Kiefernholz
- Bergkvist Siljan Mora (SE): Verarbeitung von hochwertigstem Kiefernholz

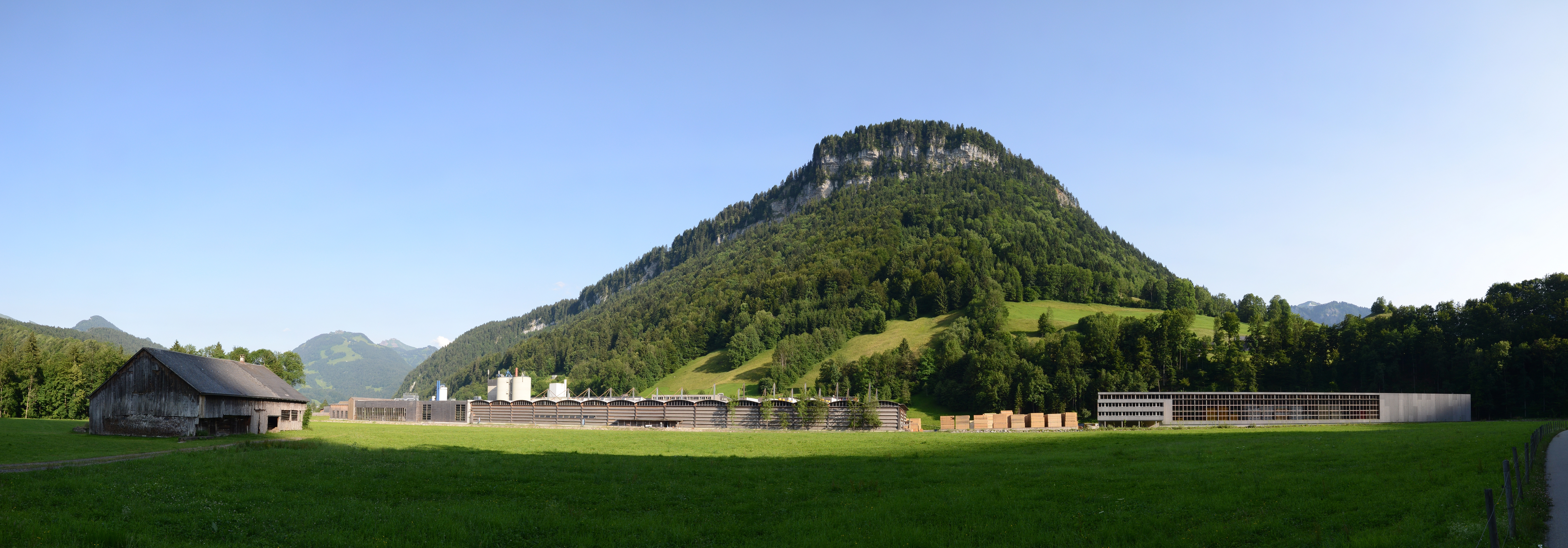
Werk in Reuthe